# 러시아의 자치구
러시아를 구성하는 85개의 행정 구역 가운데 4개가 자치구(러시아어: автономный округ 압토놈니 오크루크[*])이다.
1. 추코트카 자치구
2. 한티만시 자치구
3. 네네츠 자치구
4. 야말로네네츠 자치구

## 같이 보기
- 러시아의 주
- 러시아의 자치주
- 러시아의 공화국
- 러시아의 변경주
- 러시아의 연방시